# Armand Simon
Armand Charles Simon (* 1887 in Frankreich; † Ende Dezember 1960 in Zürich) war ein Schweizer Tennisspieler.

## Leben
Simon wurde in Frankreich geboren, wobei der genaue Geburtsort sowie das genaue Datum nicht bekannt sind. Seine Turnierteilnahmen erstreckten sich von 1905 bis 1937, wobei er seine grösste Bekanntheit durch seine Teilnahme an den Olympischen Sommerspielen 1920 in Antwerpen erlangte. Im Tenniseinzel besiegte er zum Auftakt Enrique de Satrústegui aus Spanien in fünf Sätzen, ehe er im Achtelfinal dem Schweden Sune Malmström in drei Sätzen unterlag. Im Doppel schied Simon mit seinem Landsmann Hans Sÿz bereits zum Auftakt aus.
Zwischen 1905 und 1925 gewann der Schweizer zehn Amateurturniere, darunter fünfmal die nationalen Schweizer Meisterschaften (1905, 1907, 1911–1913). Mit Sÿz als Partner war er auch Doppelmeister (1919, 1920).
Bei den relevanten grossen Turnieren trat er nur selten in Erscheinung. Sein bestes Resultat erzielte er 1919 bei den Tennis-Hallenweltmeisterschaften, als er den Viertelfinal erreichte. Am Turnier in Wimbledon nahm er nur 1913 teil und schied dort in der ersten Runde des Einzels aus. Bei den Hartplatz-Weltmeisterschaften spielte er 1913 und 1914 und zog im zweiten Jahr in den Achtelfinal ein, wo er gegen den späteren Turniersieger Anthony Wilding verlor, aber immerhin einen Satz gewann.
Simon war Mitglied des Grasshopper Clubs Zürich.